# Friedrich August Schäfer

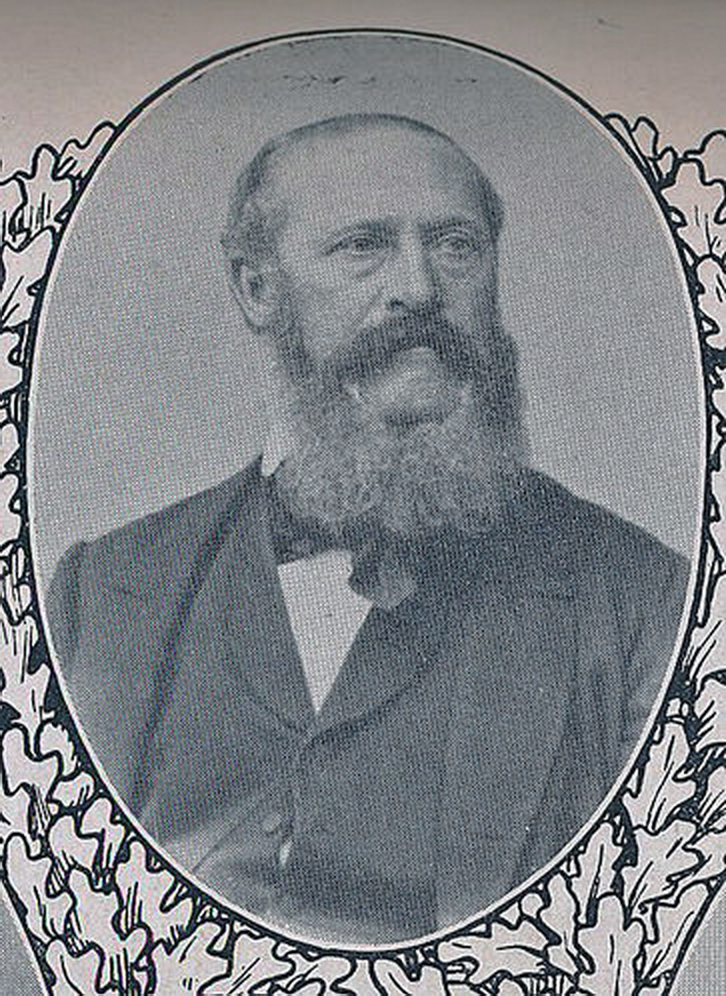

Friedrich August Schäfer (* 13. Februar 1810 in Offenbach am Main; † 18. Oktober 1880 ebenda) war vom 7. April 1849 bis 3. Januar 1859 ehrenamtlicher Bürgermeister von Offenbach am Main. Nach ihm ist in Offenbach die „Schäferstraße“ benannt.

## Leben
Schäfer war der Sohn des Werkmeisters Johann Jakob Schäfer und dessen Ehefrau Adelheid Philippine geborene Hunckel (auch: Hinckel). Friedrich August Schäfer, der evangelischer Konfession war, heiratete Charlotte geborene Petri. Er lebte als Fabrikant in Offenbach.

## Politik
Die Offenbacher Schultheißen und Bürgermeister walteten von 1726 bis 1858 im Obergeschoss eines kleinen Hauses am Marktplatz ihres Amtes, welches im Volksmund „Mehlwaage“ genannt wurde. Nachdem die dortigen Räumlichkeiten zu klein geworden waren, veranlasste Bürgermeister Friedrich August Schäfer kurz vor Ablauf seiner Amtszeit den Erwerb eines ehemals fürstlichen Stadthauses an der Frankfurter Straße. Die Stadtverwaltung von Offenbach nutzte das Gebäude bis zum Jahr 1921 als Rathaus. Das Haus wurde 1943 durch einen Fliegerangriff zerstört.
Im Jahr 1851 wurde unter Leitung des Bürgermeisters Friedrich August Schäfer der Aufbau einer modernen Wasserversorgung in Angriff genommen. 1859 besaß Offenbach – als eine der ersten mittelgroßen Städte Deutschlands – eine zentrale, den hygienischen Erfordernissen entsprechende Quellwasserversorgung.
Von 1862 bis 1866 gehörte er der Zweiten Kammer der Landstände des Großherzogtums Hessen an. Er wurde für den Wahlbezirk Starkenburg 3/Langen gewählt. Er gehörte der Deutschen Fortschrittspartei an.